# Gavin Lowe
Pas d'image ? Cliquez ici

b Matchs officiels uniquement.
Dernière mise à jour le 9 avril 2017.
Gavin Lowe est un joueur écossais de rugby à sept et à XV. Il évolue avec l'équipe d'Écosse de rugby à sept depuis 2014.

## Biographie
Gavin Lowe est né le 1er mars 1995 à Carluke dans le South Lanarkshire. Il commence le rugby dans la ville de Cumnock avant de partir pour le club voisin du Ayr RFC.
En 2013, il signe un contrat développement avec les Glasgow Warriors pour un durée de deux ans lui permettant de s'entraîner avec l'équipe professionnelle et de jouer, six mois avec les Glasgow Hawks et dix-huit mois avec l'Ayr RFC, tout en donnant priorité aux sélections internationales de rugby à sept. Il fait ses débuts avec l'équipe d'Écosse de rugby à sept lors de la saison 2014-2015 à l'occasion du tournoi de Dubaï, où l'Écosse terminent en finale de plate (sixième place). En 2015, son contrat avec les Glasgow Warriors n'est pas renouvelé et il devient un membre permanent de la sélection écossaise,. L'Écosse remporte sa première étape des World Series à l'occasion du tournoi de Londres 2016, mais Gavin Lowe ne participe pas à ce tournoi en raison d'une blessure.
En juin 2016, il est sélectionné dans le groupe britannique pour préparer les Jeux olympiques et avec qui il dispute le Seven's Grand Prix Series 2016. Il ne sera finalement pas retenu pour la compétition olympique.
En janvier 2017, l'Écosse terminent à la troisième place du tournoi de Wellington et Gavin Lowe termine meilleur marqueur de la compétition avec 40 points inscrits (à égalité avec le Sud-africain Seabelo Senatla).

## Palmarès
- Troisième au tournoi de Wellington en 2017 (meilleur marqueur)